# Aksu Çayı (Mittelmeer)
Der Aksu Çayı ist ein 162 km langer Zufluss des Mittelmeers im Süden der Türkei (Kleinasien).
Der Aksu Çayı hieß in der Antike Kestros (latinisiert Cestrus). Sein hethitischer Name war Kaštaraya.
Der Fluss entspringt im westlichen Taurusgebirge südlich von Isparta. Er durchfließt die Stadt in nordöstlicher Richtung und wendet sich anschließend nach Süden. Er nimmt den Kovada Çayı von links auf und mündet in den Stausee der Karacaören-1-Talsperre. Anschließend passiert er die Karacaören-2-Talsperre. Er setzt seinen Kurs nach Süden fort und mündet schließlich an der so genannten Türkischen Riviera östlich von Antalya in den Golf von Antalya.